# Lahnstein

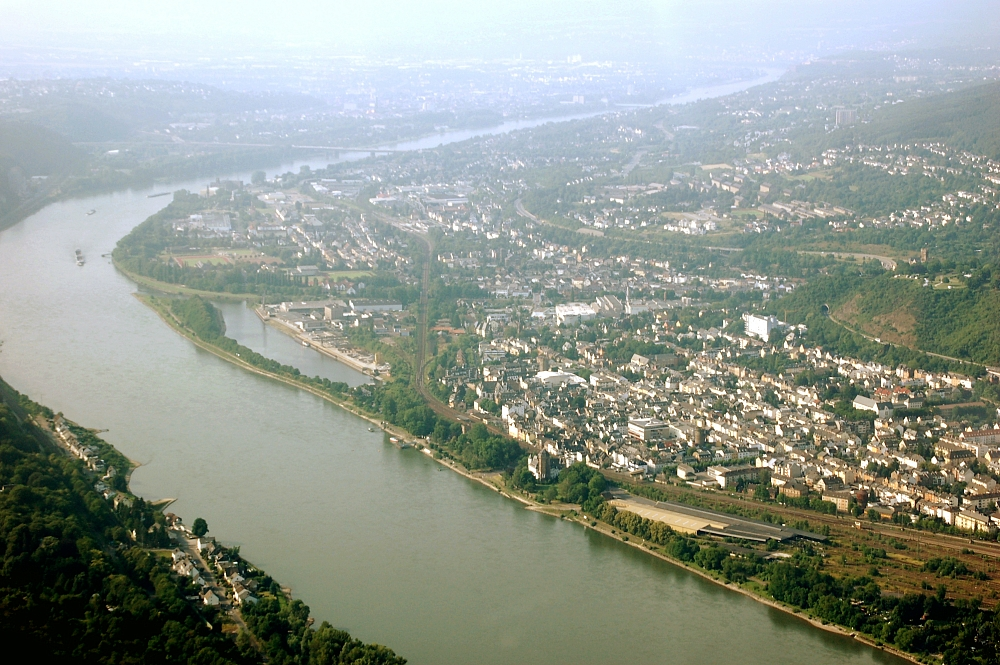
Luftbild 2006

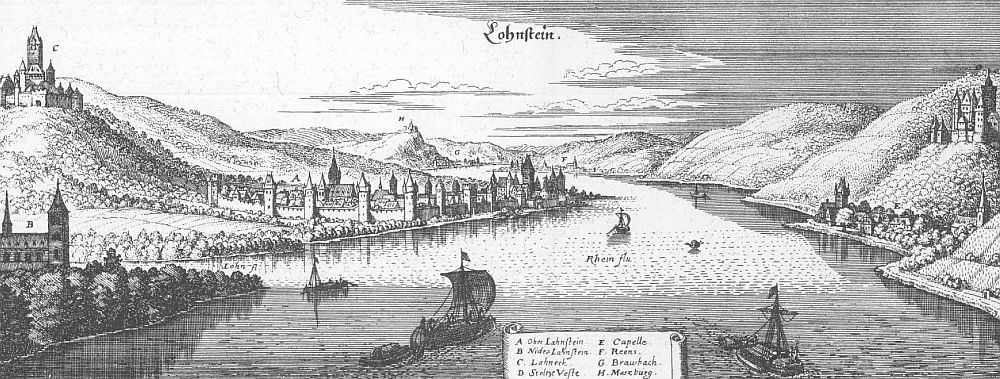
Lahnstein – Auszug aus der Topographia Hassiae von Matthäus Merian dem Jüngeren 1655

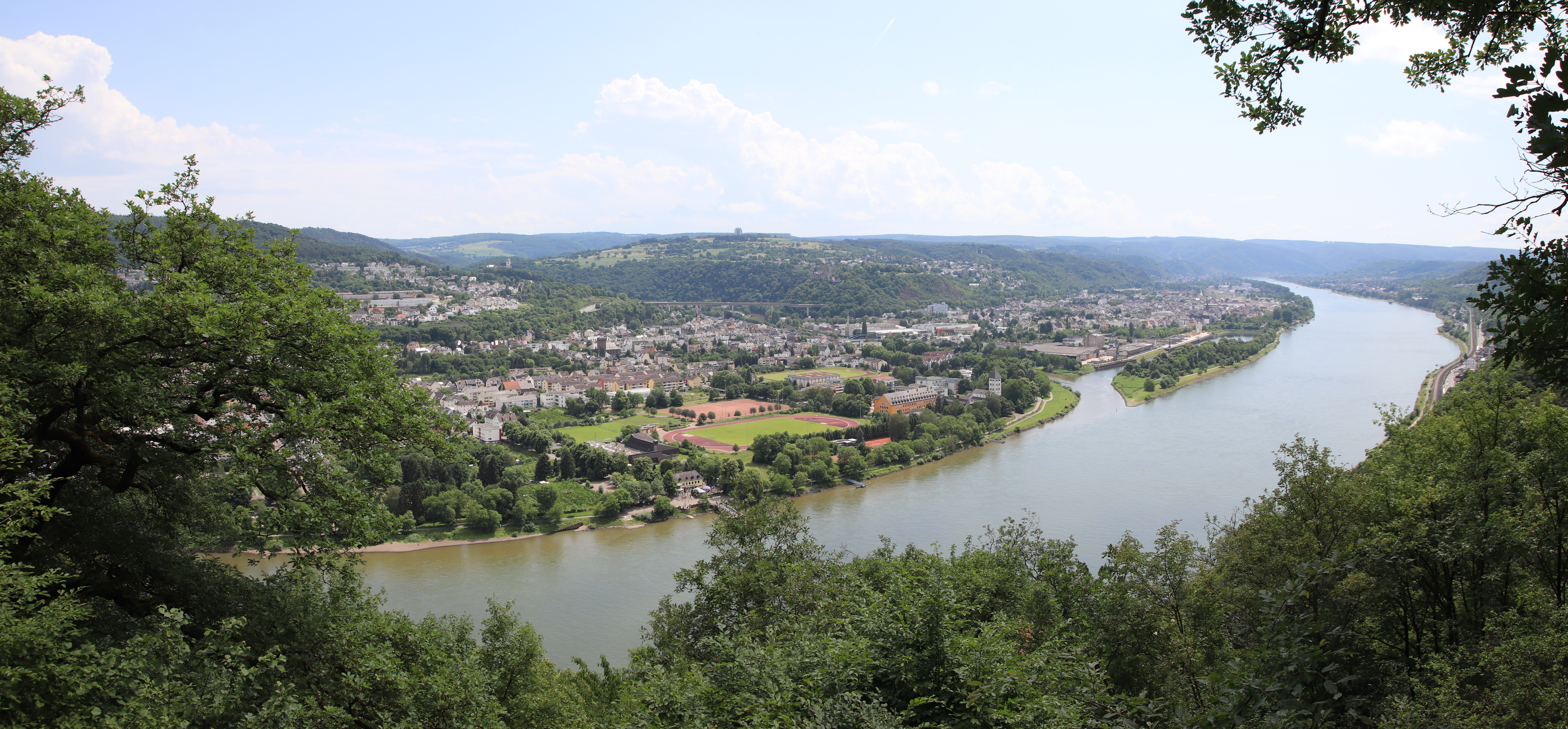
Panorama 2018

Lahnstein ist eine große kreisangehörige Stadt im Rhein-Lahn-Kreis in Rheinland-Pfalz. Sie liegt an der Mündung der Lahn, die fünf Kilometer südlich von Koblenz in den Rhein mündet. Die Stadtteile liegen im Rheintal und auf den Höhen der Ausläufer des Westerwaldes und des Taunus. Lahnstein ist Luftkurort mit Kurzentrum. Am 7. Juni 1969 wurde die Stadt aus den bis dahin eigenständigen Städten Niederlahnstein und Oberlahnstein gebildet. Sie ist Sitz des Amtsgerichts Lahnstein. Teile der Stadt gehören seit 2002 zum UNESCO-Welterbe Oberes Mittelrheintal.

## Geographie

### Stadtgliederung
Die Stadt Lahnstein besteht aus den beiden früheren eigenständigen Städten Oberlahnstein und Niederlahnstein; zu Oberlahnstein gehören 24 Gemeindeteile (Altes Forsthaus, Aspich, Biebricherhof, Buchenberg, Buchholz, Burg Lahneck, Deutschherrnhütte, Forsthaus Oberlahnstein-Wolfsbusch, Forstmühle Friedland, Friedrichssegen, Grenzloch, Haus Jungfried, Heinrichshof, Hof Kirchheimersborn, Hof Neuborn, Koppelstein, Lahnstein auf der Höhe, St. Martin, Süßgrund, Viktoriabrunnen, Hof Wintersberg, Ziegelfeld und Weißensteinermühle), zu Niederlahnstein weitere fünf Gemeindeteile (Allerheiligenberg, Auf Ahl, Hohenrhein, Im Lag und Lahnbergerhof).

### Klima
Der Jahresniederschlag beträgt 673 mm.

## Geschichte

### Eisenbahn

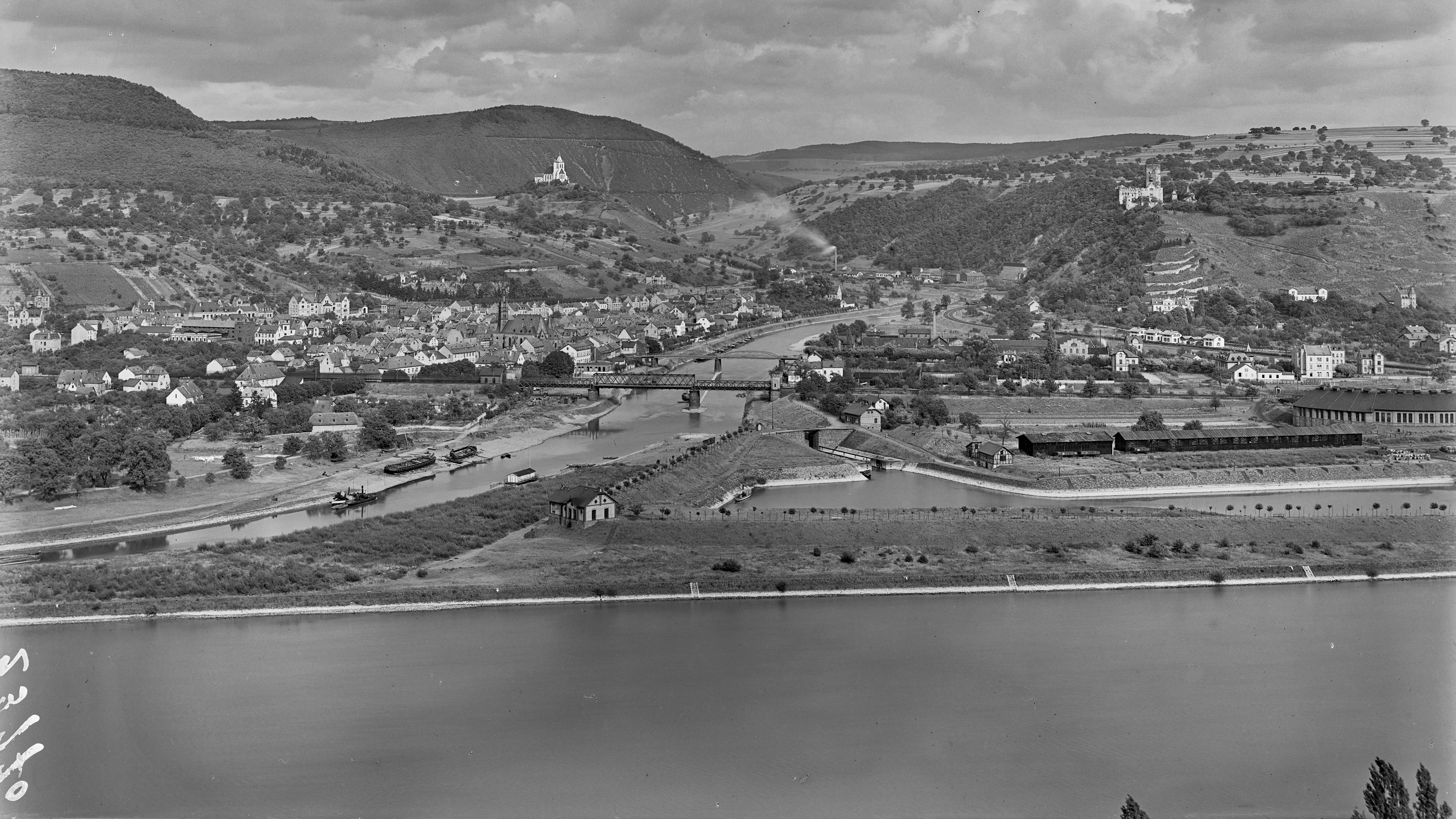
Lahnmündung um 1910

Ein erster Streckenabschnitt der Lahntalbahn von Oberlahnstein bis Bad Ems wurde am 1. Juli 1858 eröffnet. Am 11. August 1856 wurde das erste Teilstück der Nassauischen Rheinbahn von Wiesbaden nach Rüdesheim eröffnet. Wegen der schwierigen Bauarbeiten wurde die Strecke erst am 22. Februar 1862 bis Oberlahnstein und am 3. Juni 1864, nachdem seit 1862 die erste Eisenbahnbrücke über die Lahn erbaut wurde, bis Niederlahnstein verlängert.
Nachdem das Herzogtum Nassau den Deutschen Krieg 1866 an der Seite Österreichs verloren hatte, wurde es von Preußen annektiert. Das nun preußische Lahnstein begann bis 1869 mit den Arbeiten zum Anschluss seiner Eisenbahn an die preußische Rechte Rheinstrecke. Seit 1873 verbindet eine Straßenbrücke über die Lahn die heutigen Stadtteile Ober- und Niederlahnstein. Die Brücke, die zuletzt 1997 durch einen Neubau ersetzt wurde, erhielt 2008 den Namen Rudi-Geil-Brücke nach dem Lahnsteiner Politiker Rudi Geil. Nach dem Ersten Weltkrieg wurde Lahnstein im Rahmen der Rheinlandbesetzung zwischen 1918 und 1929 von französischen Truppen besetzt.
Im Zweiten Weltkrieg war Lahnstein, aber vor allem die Eisenbahninfrastruktur, 1944 und 1945 Ziel alliierter Luftangriffe.

### Geschichte nach dem Zusammenschluss der beiden Städte
Zur Geschichte der zuvor eigenständigen Städte siehe Ober- und Niederlahnstein.
Am 7. Juni 1969 erfolgte der Zusammenschluss der bis dahin selbständigen Städte Ober- und Niederlahnstein zur Stadt Lahnstein.
Zwischen 1971 und 1975 entstand unter dem letzten Bürgermeister der Stadt Oberlahnstein, Kurdirektor Fritz Berlin, auf Initiative des Lahnsteiner Kaufmanns Ernst Wagner (1920–1986) das neue Kurzentrum Lahnstein auf der Höhe mit Thermalbad und Kurklinik. Die Anerkennung als „Heilquellen-Kurbetrieb“ erfolgte 1975. 1977 bis 1991 war Max Otto Bruker ärztlicher Leiter der Kurklinik. Am 30. März 1977 wurde Lahnstein auf der Höhe ein eigener Ortsteil von Lahnstein, 1998 folgte dann die Anerkennung als „Ort mit Heilquellen-Kurbetrieb“. Nach Stilllegung des Thermalbades 2006 fiel dieser Titel jedoch im Jahr 2014 wieder weg.
Im Rahmen des Ausbaus der B 42 zur Ortsumgehungsstraße wurde 1979 die Lahntalbrücke und der Lahnecktunnel fertiggestellt. Die Kulturdenkmäler der Stadt gehören seit 2002 zum UNESCO-Welterbe Oberes Mittelrheintal.
Seit 2024 wird die Lahntalbrücke umgehend saniert.

### Einwohnerstatistik
| Lahnstein: Einwohnerzahlen von 2012 bis 2024 | Lahnstein: Einwohnerzahlen von 2012 bis 2024 | Lahnstein: Einwohnerzahlen von 2012 bis 2024 | Lahnstein: Einwohnerzahlen von 2012 bis 2024 | Lahnstein: Einwohnerzahlen von 2012 bis 2024 |
| -------------------------------------------- | -------------------------------------------- | -------------------------------------------- | -------------------------------------------- | -------------------------------------------- |
| Jahr                                         |                                              |                                              |                                              | Einwohner                                    |
| 2012                                         | 2012                                         |                                              | 17.590                                       | 17.590                                       |
| 2015                                         | 2015                                         |                                              | 17.973                                       | 17.973                                       |
| 2020                                         | 2020                                         |                                              | 18.030                                       | 18.030                                       |
| 2024                                         | 2024                                         |                                              | 18.719                                       | 18.719                                       |
| Quelle(n): statistik.rlp.de                  |                                              |                                              |                                              |                                              |

## Wirtschaft und Infrastruktur

### Unternehmen
- Lahnsteiner Brauerei, Brauerei

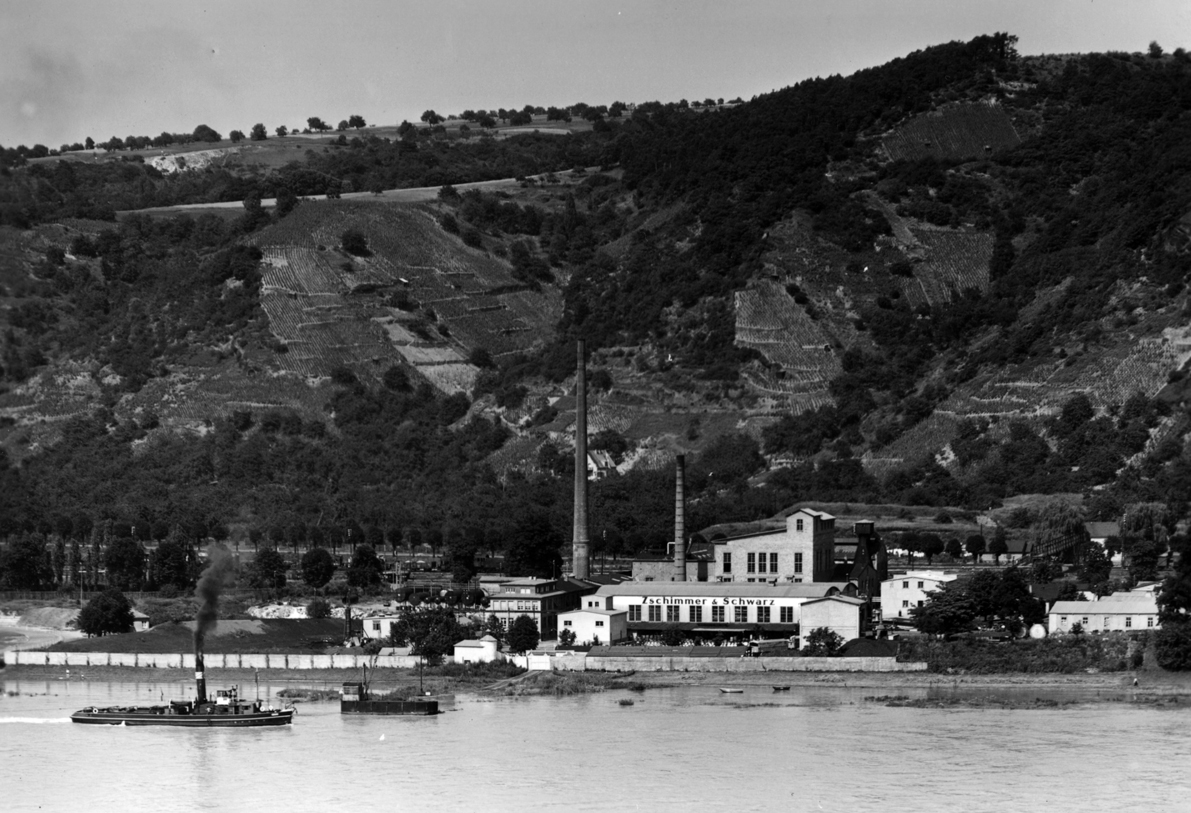
Firmengelände von Zschimmer & Schwarz in Oberlahnstein, um 1940

- Zschimmer & Schwarz, Hersteller von Spezialchemie
- Philippine-Saarpor, Kunststoffverarbeiter
- CSS Draht Schmidt, Hersteller von Drähten und Metallförderbändern

### Verkehr
Schienenverkehr

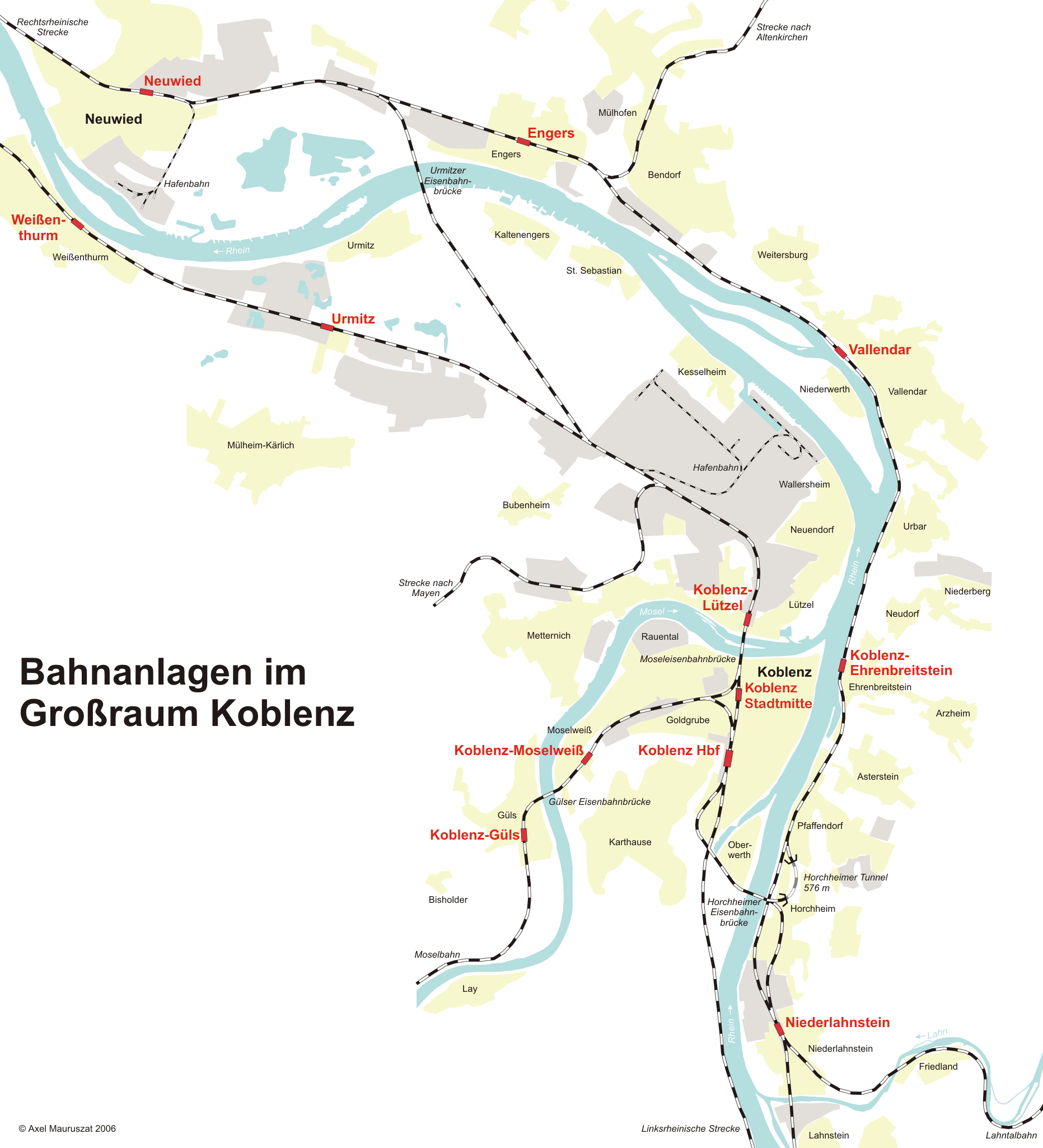
Karte der Bahnanlagen im Großraum Koblenz

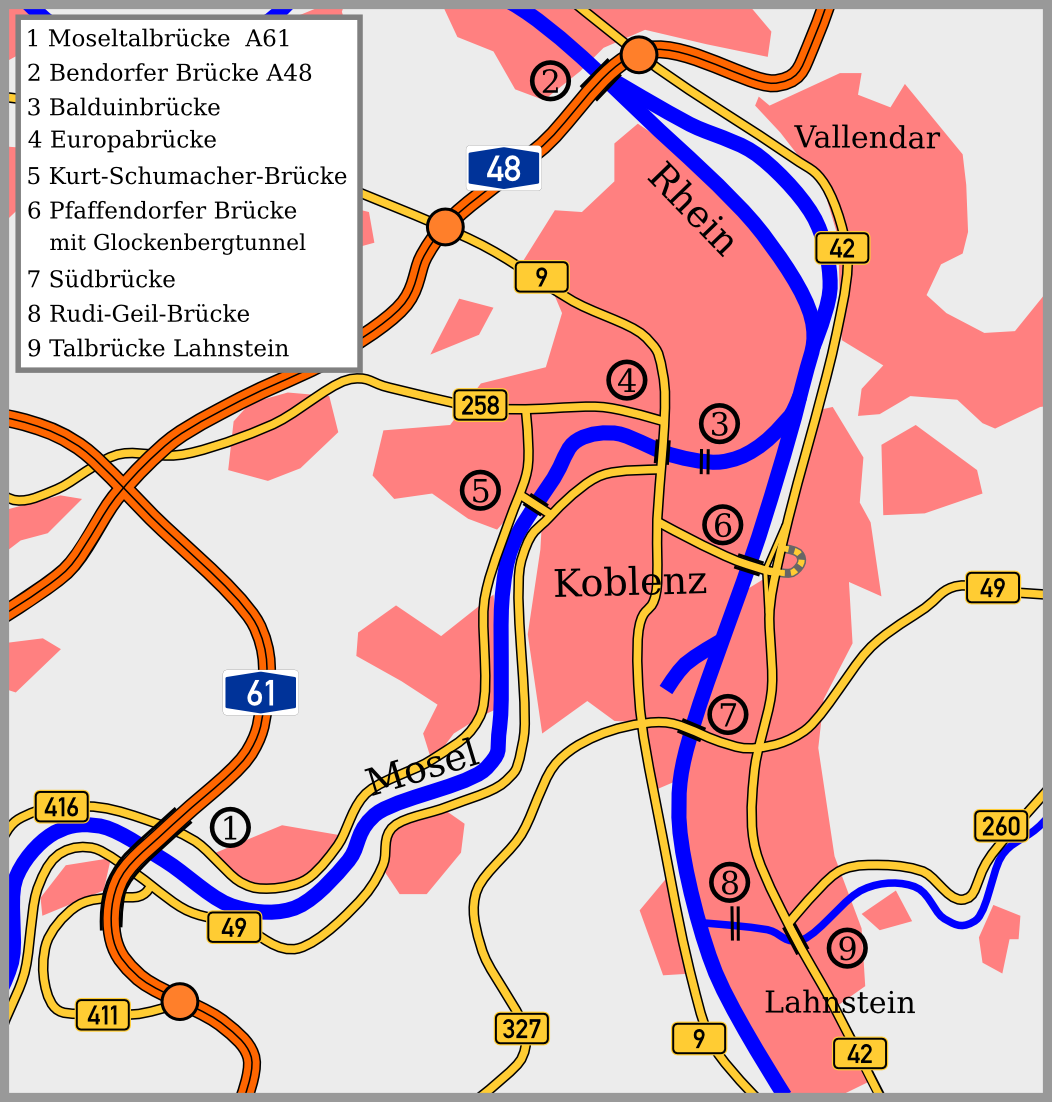
Straßenkarte Raum Koblenz

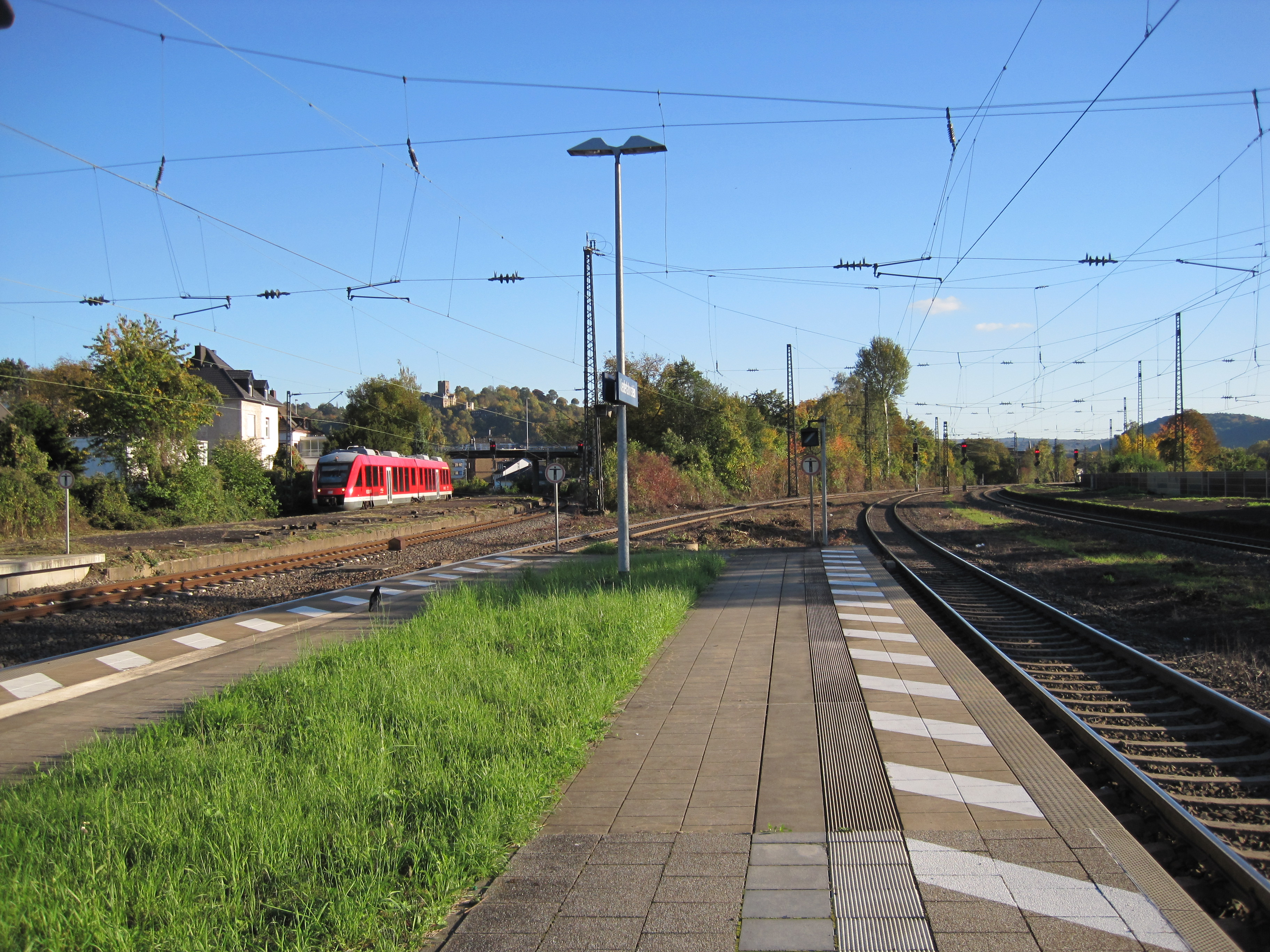
Bahnhof Niederlahnstein an der rechten Rheinstrecke sowie der Lahntalbahn

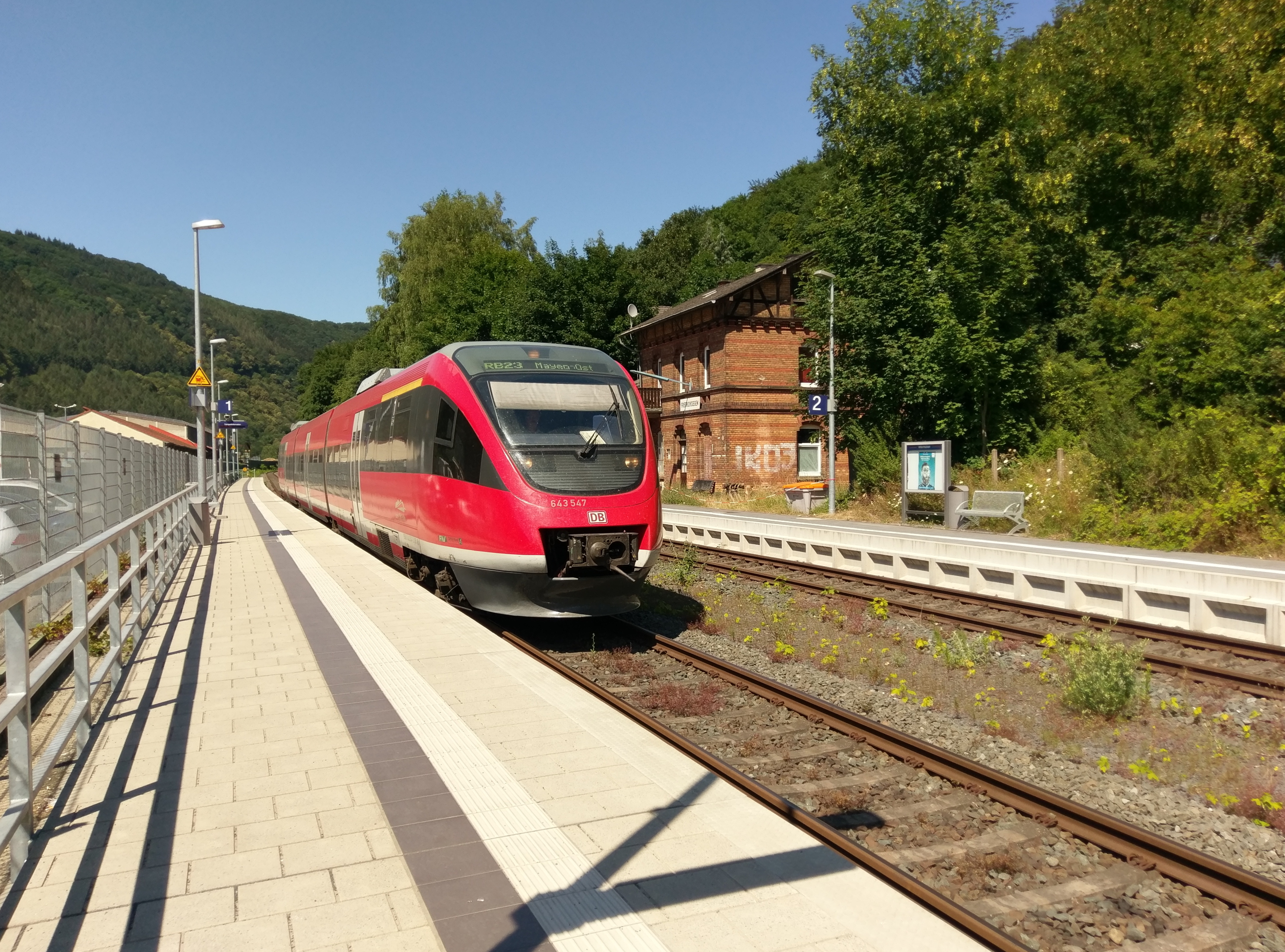
Bahnhof Friedrichssegen, ein Lahnsteiner Stadtteil

- Auf der rechten Rheinstrecke verkehren die Züge der RB 10 der VIAS Verkehrsgesellschaft von Frankfurt Hbf über Frankfurt-Höchst, Wiesbaden Hbf, St. Goarshausen, Koblenz Hbf und Koblenz Stadtmitte nach Neuwied.
- Bahnhof Oberlahnstein und Bahnhof Niederlahnstein an der Bahnstrecke Köln–Wiesbaden
- Auf der Lahntalbahn, über welche Lahnstein durch die Stationen Niederlahnstein und Friedrichssegen angeschlossen ist, verkehren die Züge der Linie RB 23 der Deutschen Bahn AG unter dem Namen Lahn-Eifel-Bahn von Limburg(Lahn) über Diez, Bad Ems, Koblenz Hbf, Koblenz Stadtmitte, Andernach und Mendig nach Mayen Ost.
- Am Bahnhof Niederlahnstein hält zusätzlich der durch die DB Regio betriebene RE25 (Lahntalexpress), welcher von Koblenz Hbf über Niederlahnstein, Bad Ems, Diez, Limburg(Lahn), Weilburg und Wetzlar nach Gießen verkehrt.
- Es existierte eine Strecke der Nassauischen Kleinbahn ab dem Bahnhof Oberlahnstein zum Bahnhof Nastätten im Taunus.

Straßenverkehr
- Über die B 42 auf der rechten Rheinseite und über die B 260 (genannt: die Bäderstraße) nach Bad Ems und Nassau bis Niederwalluf bei Wiesbaden.
- Brücken: Die Lahn überqueren die Lahntalbrücke (B 42), die Rudi-Geil-Brücke (L 335) zwischen Ober- und Niederlahnstein, die Lahnbrücke Friedrichssegen sowie zwei Eisenbahnbrücken.
- Köln-Düsseldorfer Rheinschiffe legen an in Oberlahnstein in den Rheinanlagen.

## Öffentliche Einrichtungen

### Bildung
Grundschulen
- Goethe-Schule in Oberlahnstein
- Schiller-Schule in Niederlahnstein
- Grundschule Friedrichssegen

Realschulen und Realschule plus
- Realschule Lahnstein in Oberlahnstein

Förderschulen
- Freiherr-vom-Stein-Schule in Oberlahnstein

Gymnasien
- Marion-Dönhoff-Gymnasium in Oberlahnstein (früher: Staatliches Neusprachliches Gymnasium Oberlahnstein)
- Privates Johannes-Gymnasium Lahnstein in Niederlahnstein

Berufsschulen
- Berufsbildende Schule (BBS) in Oberlahnstein

Volkshochschulen
- VHS Lahnstein

### Medizinische Versorgung
- St. Elisabeth Krankenhaus
- Kurklinik Lahnhöhe

### Sonstiges
- Rittersturz-Kaserne der Bundeswehr
- Kulturbüro Rheinland-Pfalz Geschäftsstelle der LAG Soziokultur und Kulturpädagogik und Träger des Freiwilligen Sozialen Jahrs

## Politik

### Stadtrat
Der Stadtrat in Lahnstein besteht aus 32 ehrenamtlichen Ratsmitgliedern, die bei der Kommunalwahl am 9. Juni 2024 in einer personalisierten Verhältniswahl gewählt wurden, und dem hauptamtlichen Oberbürgermeister als Vorsitzendem.
Die Sitzverteilung im Stadtrat:
| Wahl | SPD | CDU | Grüne | FDP | FBL | ULL | Gesamt   |
| ---- | --- | --- | ----- | --- | --- | --- | -------- |
| 2024 | 6   | 11  | 3     | 2   | 4   | 6   | 32 Sitze |
| 2019 | 7   | 9   | 5     | 2   | 3   | 6   | 32 Sitze |
| 2014 | 9   | 13  | 3     | 1   | 3   | 3   | 32 Sitze |
| 2009 | 8   | 11  | 2     | 2   | 7   | 2   | 32 Sitze |
| 2004 | 8   | 13  | 2     | 1   | 8   | –   | 32 Sitze |

- FBL = Freie Bürgerliste Lahnstein e. V.
- ULL = Unabhängige Liste Lahnstein e. V.

### Bürgermeister
Lennart Siefert (ULL) wurde am 16. Januar 2022 Oberbürgermeister von Lahnstein. Bei der Direktwahl am 26. September 2021 war er als einer von drei Bewerbern mit einem Stimmenanteil von 52,8 % für acht Jahre gewählt worden.
Sieferts Vorgänger Peter Labonte (CDU) hatte das Amt seit Januar 1998 ausgeübt, stand nach seiner dritten Amtszeit aber nicht erneut zur Wahl.

### Wappen
| Wappen von Lahnstein | Blasonierung: „In Silber (Weiß) ein durchgehendes rotes Kreuz belegt mit einem goldenen (gelben) sechsspeichigen Rad.“ |
| Wappen von Lahnstein | Wappenbegründung: Das von Willi Eisenbarth entworfene und am 2. März 1970 verliehene Wappen ist abgeleitet von den ehemaligen Wappen der Städte Niederlahnstein (Trierer Kreuz) und Oberlahnstein (Mainzer Rad). Niederlahnstein gehörte bereits im 11. Jahrhundert zu Kurtrier und Oberlahnstein im frühen 14. Jahrhundert zu Erzstift Mainz. |

### Banner und Flagge
|  | 00Banner: „Das Banner ist weiß mit einem durchgehenden roten Kreuz, belegt mit einem gelben sechsspeichigen Rad.“     |
|  | 00Hissflagge: „Die Flagge ist weiß mit einem durchgehenden roten Kreuz, belegt mit einem gelben sechsspeichigen Rad.“ |

### Partnerschaften
Seit 1956 ist Kettering die englische und seit 1967 Vence die französische Partnerstadt von Lahnstein. 1978 kamen das westafrikanische Ouahigouya und 1990 Hermsdorf in Thüringen hinzu. Seit April 2016 besteht mit der italienischen Stadt Montesilvano die fünfte Partnerschaft dieser Art.

### Konfessionsstatistik
Mit Stand vom 30. Juni 2005 waren von den Einwohnern 54,7 % römisch-katholisch, 25,3 % evangelisch und 19,9 % waren konfessionslos oder gehörten einer anderen Glaubensgemeinschaft an. Der Anteil der evangelischen und katholischen Kirchenmitglieder an der Gesamtbevölkerung ist seitdem jährlich um einen Prozentpunkt gesunken. Ende Mai 2025 hatten 35,3 % der Einwohner die katholische Konfession und 18,2 % die evangelische. 46,5 % gehörten anderen Konfessionen oder Glaubensgemeinschaften an, waren ohne Angabe oder gemeinschaftslos.

## Kultur und Sehenswürdigkeiten

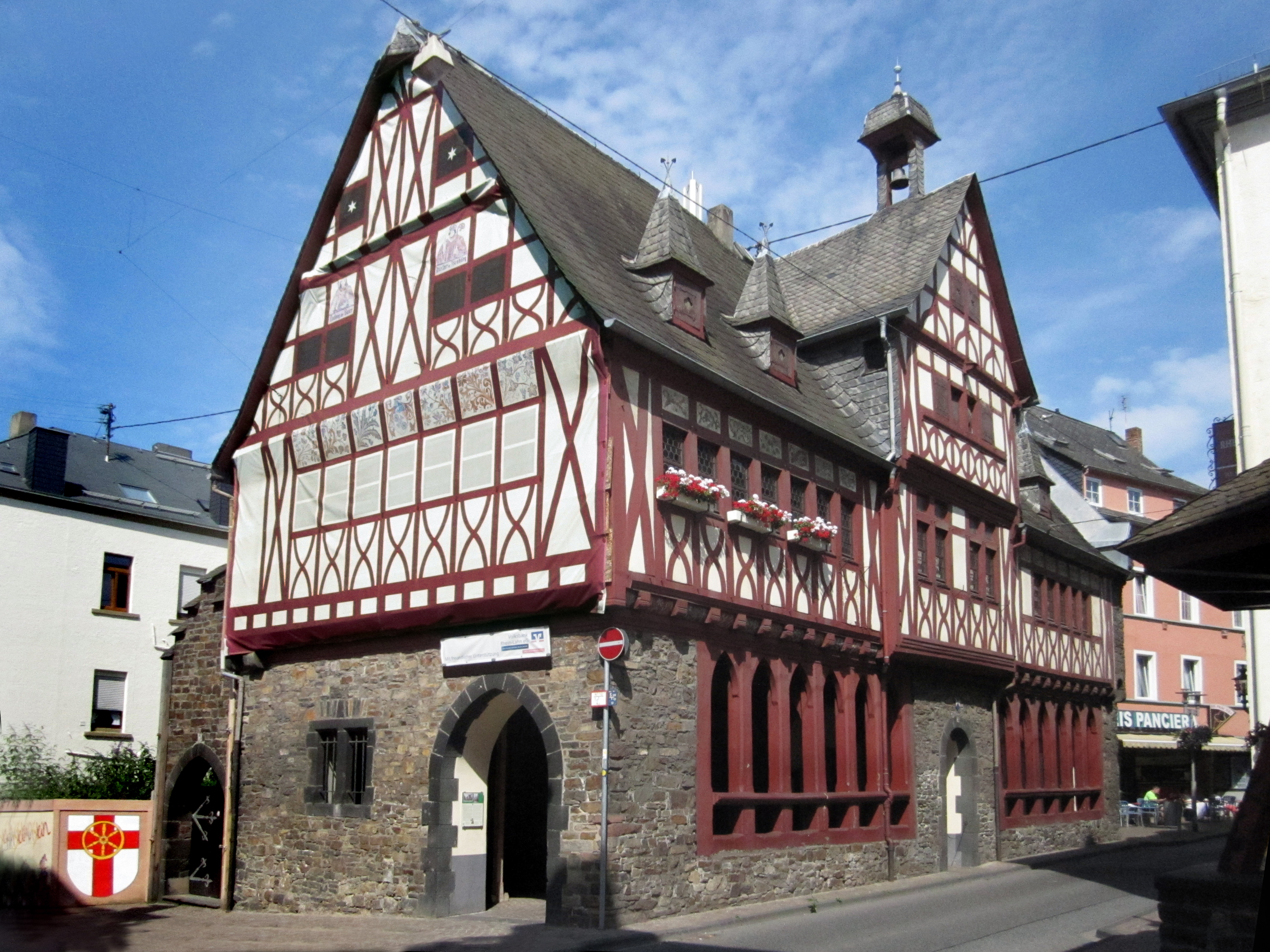
Altes Rathaus

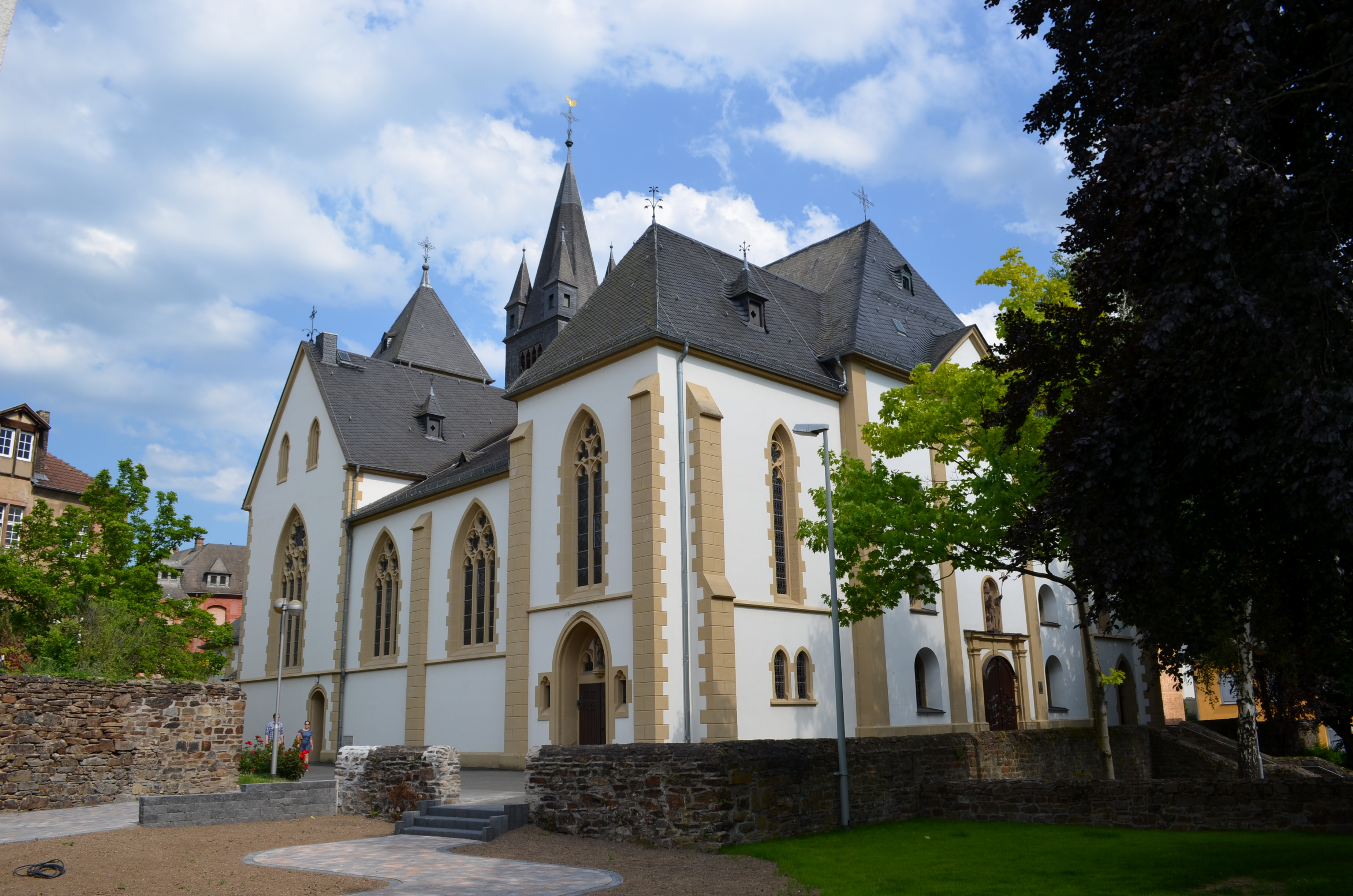
Pfarrkirche St. Martin in Oberlahnstein

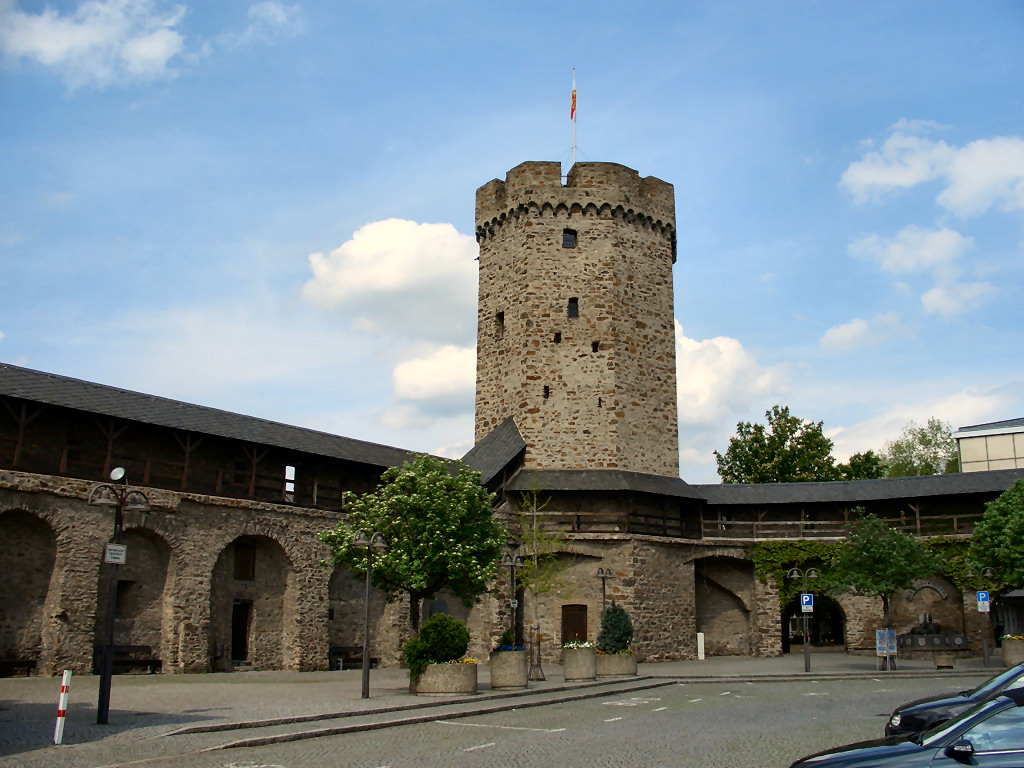
Hexenturm am Salhofplatz

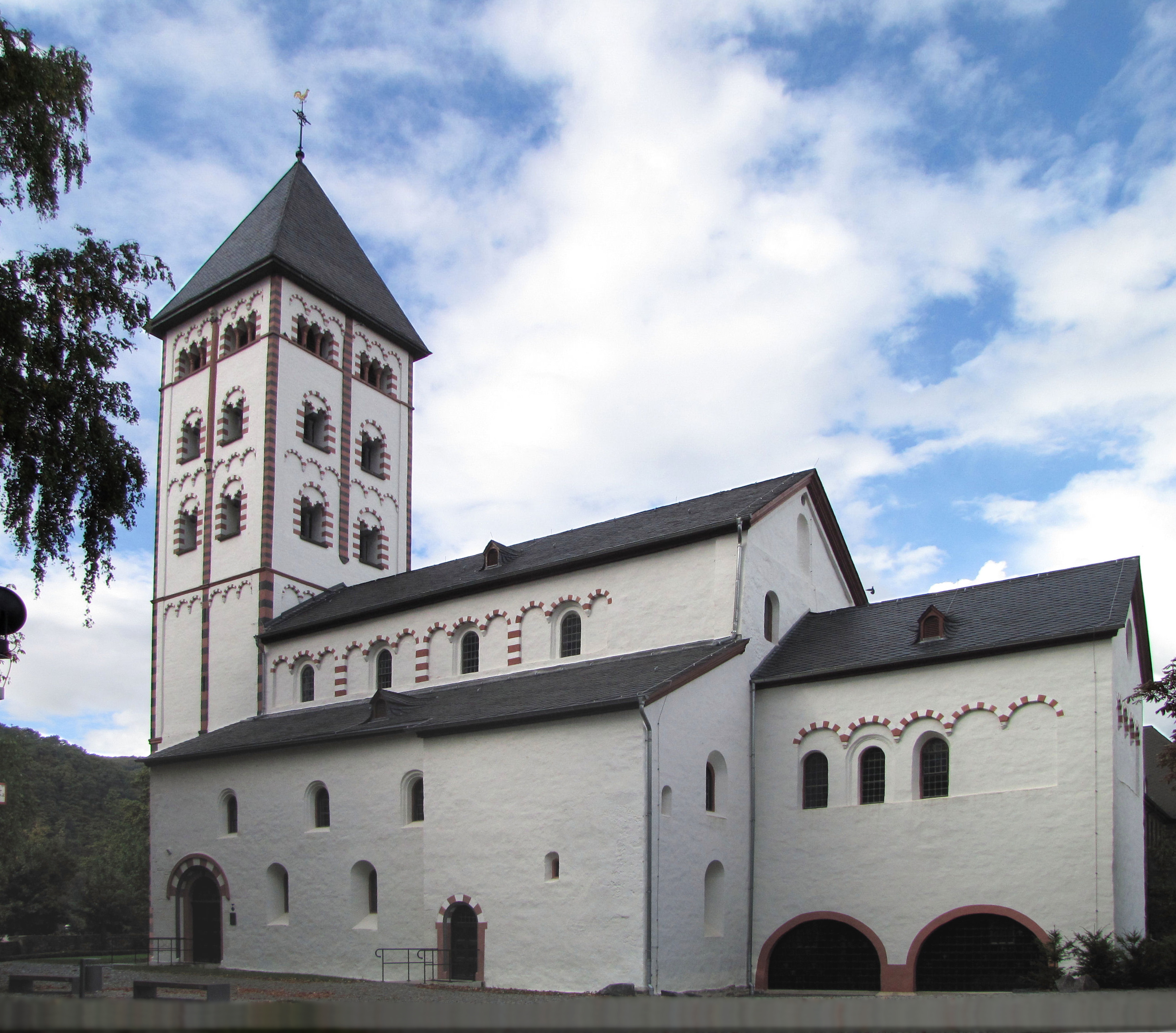
Johanniskirche

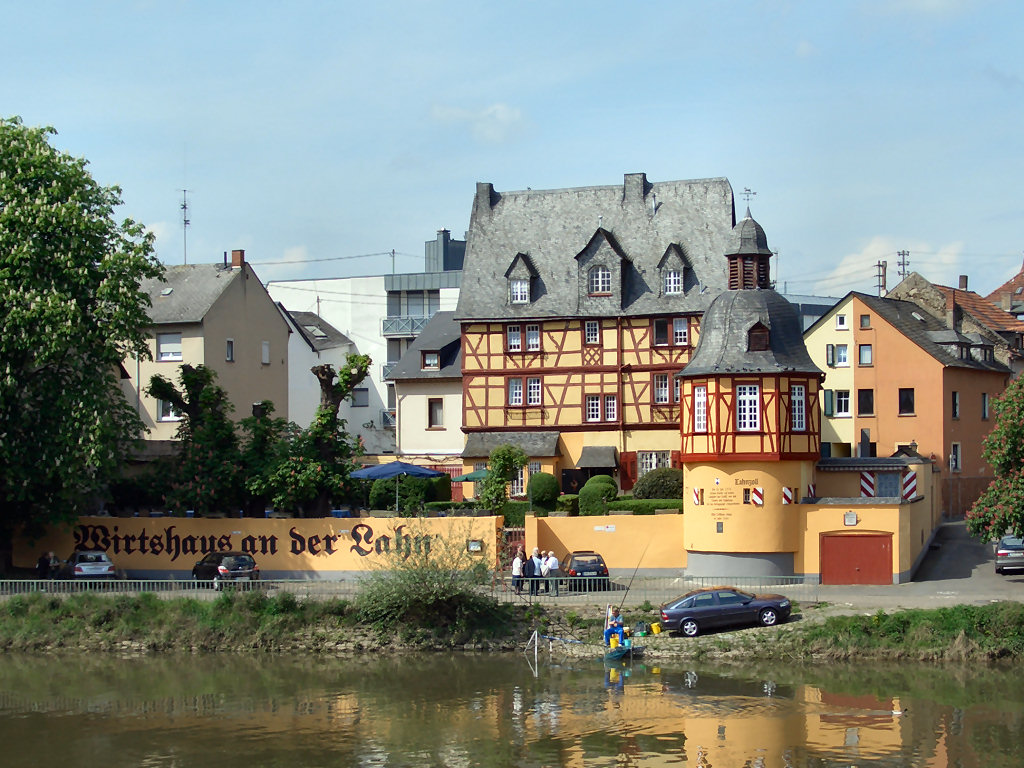
Wirtshaus an der Lahn

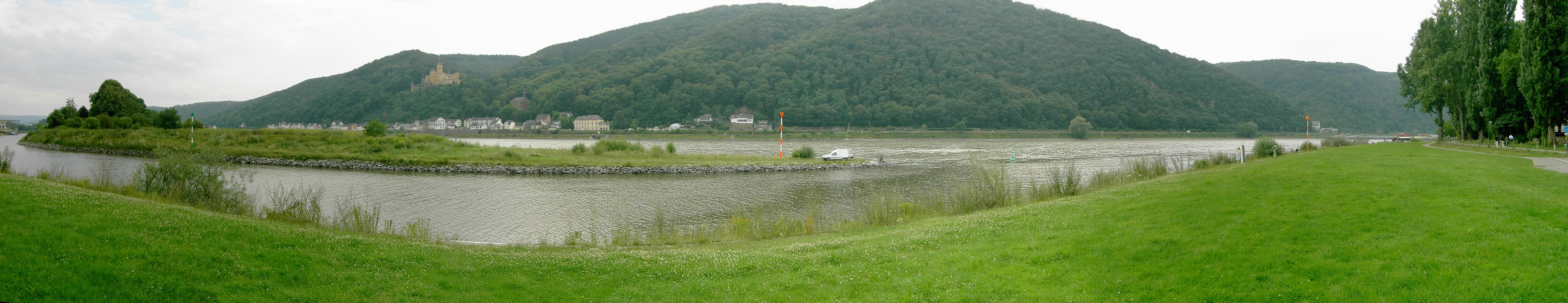
Lahnmündung in Niederlahnstein

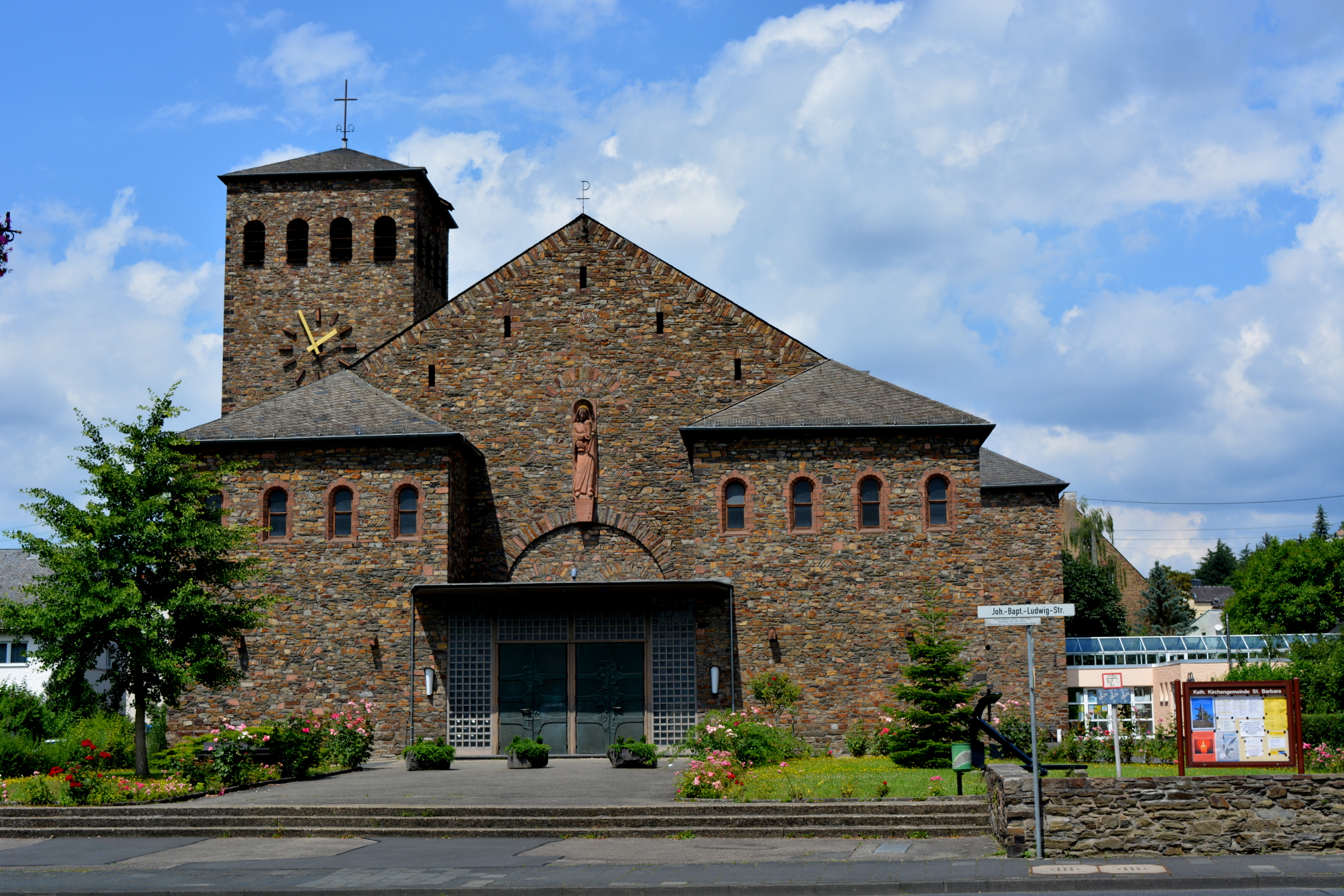
Barbarakirche in Niederlahnstein

Siehe auch: Liste der Kulturdenkmäler in Lahnstein

### Oberlahnstein

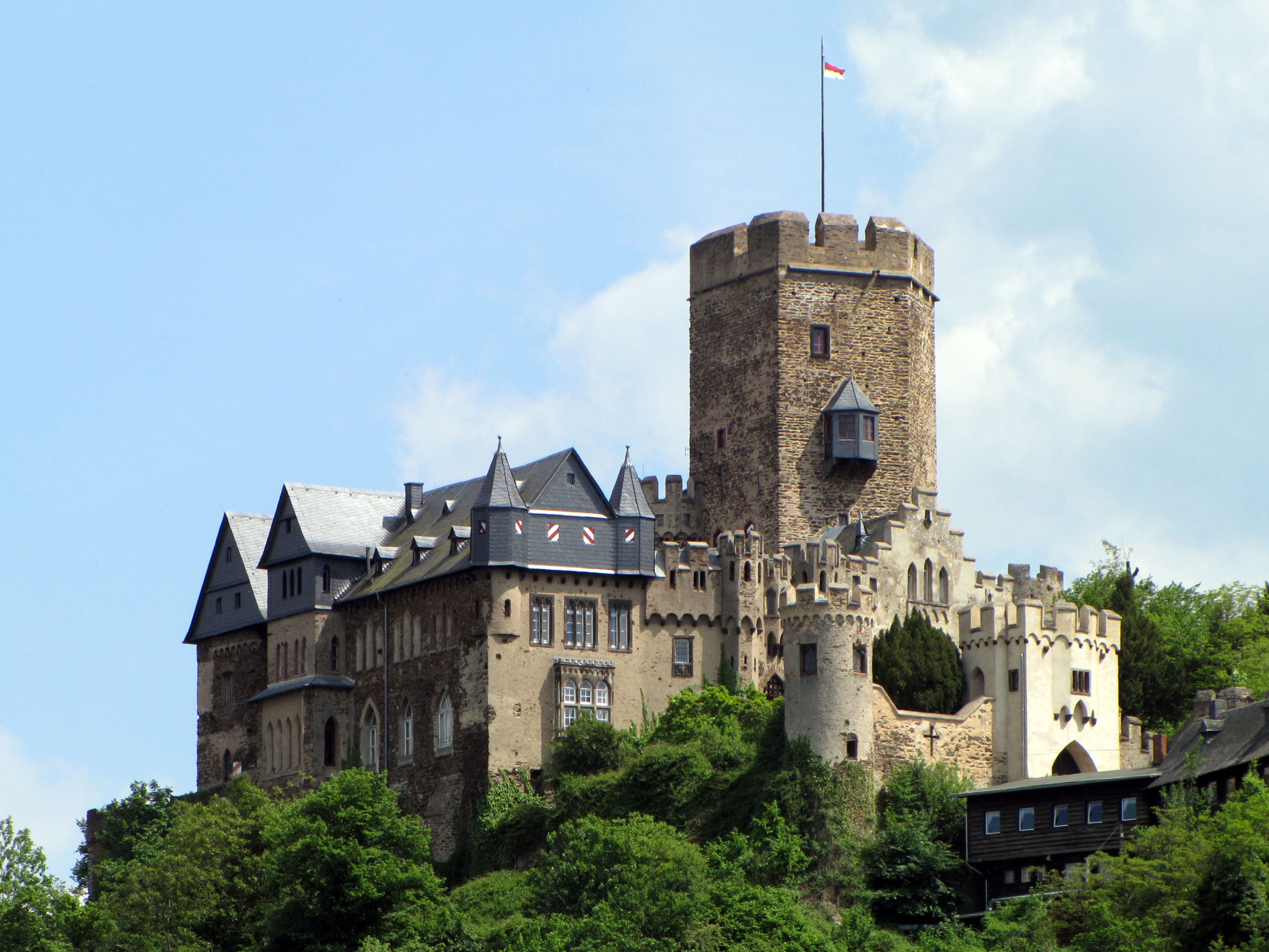
Burg Lahneck
Erbaut um 1226 vom Mainzer Kurfürst und Erzbischof Siegfried II. von Eppstein mit einem 29 m hohen fünfeckigen Bergfried. Spornburg mit Rittersaal, Burgkapelle, Burgküche, Turmbesteigung usw. Stündliche Führungen durch die Burg von Ostern bis Allerheiligen. Burgrestaurant. Hier kreuzen sich die Wanderwege Rheinhöhenweg, Lahnhöhenweg, Jakobsweg (Lahn-Camino von Wetzlar nach Oberlahnstein und weiter nach Kaub) und Rheinsteig von Wiesbaden nach Bonn. Die Städtische Bühne Lahnstein veranstaltete einige Jahre lang Theateraufführungen, die sogenannten Burgfestspiele, im Seitenhof der Burg.

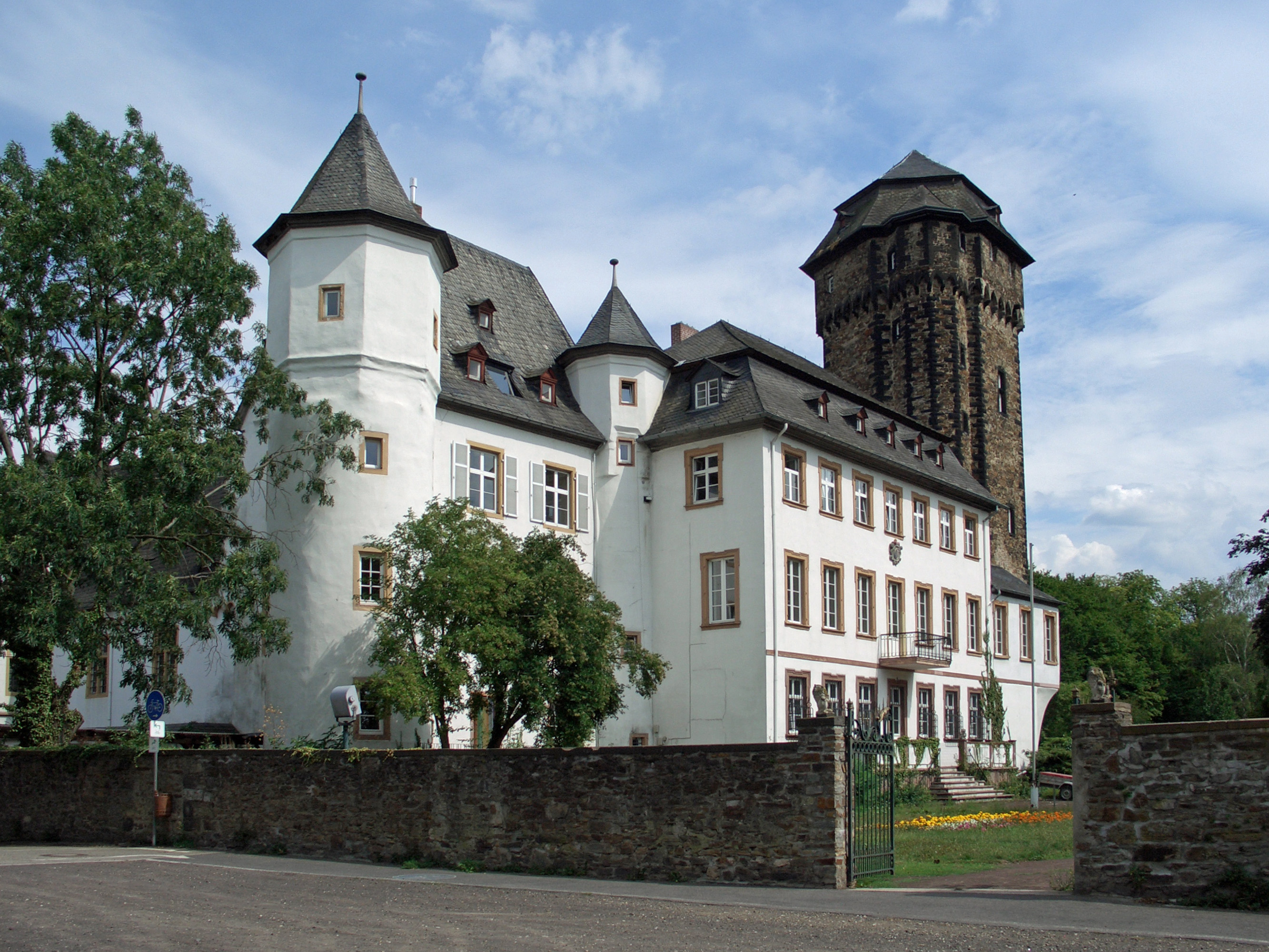
Schloss Martinsburg
Erbaut 1298 von den Mainzer Kurfürsten als Zollburg und Teil der Stadtbefestigung. Mehrfach umgebaut, zahlreiche barocke Elemente. Heute sind hier Privatwohnungen, eine Arztpraxis, eine Münzprägewerkstatt und ein Fastnachtsmuseum.
Stadtmauer
Mit Hexenturm (1324) (darin das Museum der Stadt Lahnstein) und Resten eines fränkischen Königshofes (977) am Salhofplatz. Teile der alten Oberlahnsteiner Stadtbefestigung findet man darüber hinaus an vielen anderen Stellen, z. B. in der Hintermauergasse, wo sich im um 1700 erbauten Stadtmauerhäuschen eine Zweigstelle des Stadtmuseums befindet.
Altes Rathaus
Sehr gut erhaltener Fachwerkbau aus dem 15. Jahrhundert in Oberlahnstein. Bis 2015 Sitz des Stadtarchivs, das sich heute im Gebäude der ehemaligen Kaiser-Wilhelm-Schule am Kaiserplatz befindet.
Katholische Pfarrkirche Sankt Martin
Spätromanische Türme um 1190, gotischer Chor, barockes Mittelschiff, neugotische Seitenschiffe; wertvolle Stumm-Orgel von 1742–1744.
Hospitalkapelle St. Jakobus
Romanische Jakobskapelle auf dem Jakobsweg – hier wurden bei Ausgrabungen die Gebeine eines Santiago-Pilgers gefunden, in Höhe der Hüfte war eine Jakobsmuschel beigegeben worden.
Wenzelkapelle
Bauwerk aus dem 14. Jahrhundert, in dem am 20. August 1400 der römisch-deutsche König Wenzel von Luxemburg abgesetzt wurde. Die Kapelle musste 1903 einer Eisenbahnlinie weichen. 1905 wurde der Chor unter Verwendung des originalen Material in der Nähe aufgebaut und mit einer Vorhalle versehen.
Evangelische Kirche
Neuromanische Saalkirche aus den Jahren 1872–75, Spitzhelm mit gotischen Eckfialen, romanisches Rundbogenportal
Limes
Die Spuren des römischen Grenzwalls gegen die Germanen finden sich auf einer Länge von 8 km im Oberlahnsteiner Stadtwald.
Stadthalle Lahnstein
Seltenes Zeugnis der 1970er-Jahre-Architektur in Rheinland-Pfalz, denkmalgeschützt seit 2007
Josefskapelle
Wegekapelle; neugotischer Backsteinbau aus dem 19. Jahrhundert

### Niederlahnstein
Johanniskirche und ehemaliges Johanniskloster
Reste eines römischen Burgus, den 369 n. Chr. die Römer an der Lahnmündung erbauten. Älteste Emporenkirche am Mittelrhein, von 1130 (romanische Pfeilerbasilika) auf den Resten einer älteren Kirche aus dem 10. Jahrhundert erbaut. Angeschlossen ist das Private St. Johannes-Gymnasium.
Ruppertsklamm
Wildromantische Klamm, die von den Wanderern des Rheinsteiges besonders geschätzt wird.
Allerheiligenbergkapelle
Bis 2012 Kloster der Missionsgesellschaft der Hünfelder Oblaten. Gebäude von 1671. Neugotische Kirche von 1895. Wallfahrtsort.
Der nahegelegene Allerheiligenbergkindergarten, welcher nach den Entwürfen von Architekt Heinz Bienefeld und Jan Thorn-Prikker gebaut wurde, wurde im Architektur-Jahrbuch 1996 vorgestellt.
Wirtshaus an der Lahn
Dreigeschossiger Fachwerkbau von 1697 mit Zollturm von 1348. Johann Wolfgang von Goethe war hier auf seiner Lahnreise am 18. Juli 1774 zu Gast, nachdem er im Anblick der Burg Lahneck das Gedicht Geistesgruß verfasst hatte.
Pfarrkirche St. Barbara
1937–1939 vom Architekten Martin Weber neu erbaut. Die 4,20 m hohe Sandstein-Skulptur St. Barbara schuf 1938 der Bildhauer Otto Zirnbauer.
Nassau-Sporkenburger Hof, Städtische Bühne Lahnstein
Ehemaliger Märkerhof aus dem 14. Jahrhundert. 1992–1997 umgebaut und saniert, heute Veranstaltungsort.

### Friedrichssegen

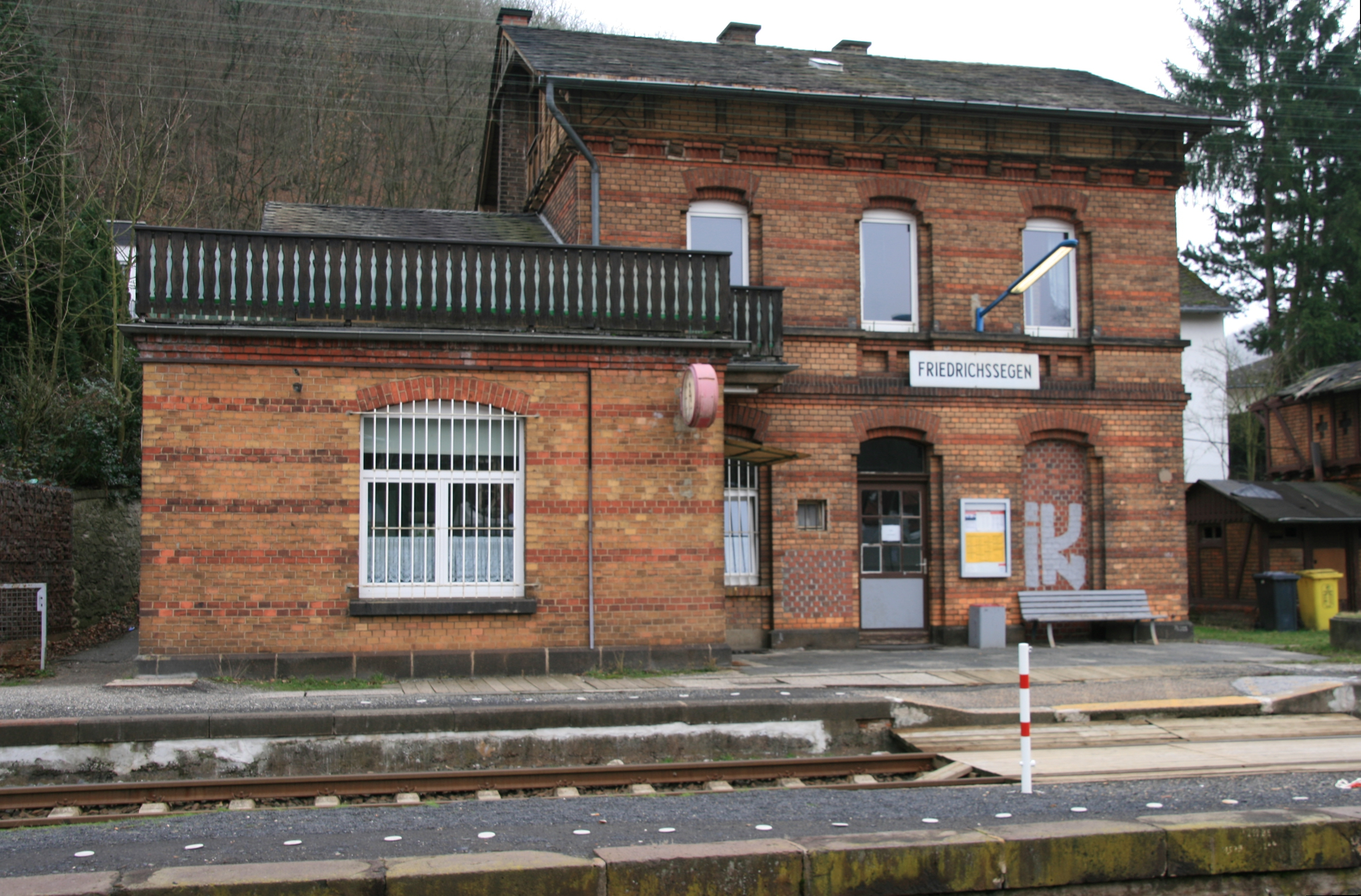
Bahnhof Friedrichssegen
Denkmalgeschütztes Empfangsgebäude mit Lagerschuppen aus Klinker und Fachwerk. Baubeginn war am 6. November 1883, Inbetriebnahme am 20. Mai 1884. Die Gebäude des Bahnhofs wurden auf Kosten der Grubengesellschaft der Grube Friedrichssegen erstellt. Der eingeschossige Anbau entstand um 1900.
Bergbaumuseum Friedrichssegen
Im Jahre 2000 wurde von der „Arbeitsgemeinschaft Grube Friedrichssegen“ das Bergbaumuseum eröffnet. Hier werden unter anderem historische Grubenbilder (1905–1910) und mehr als 40 Exponate Friedrichssegener Mineralien ausgestellt, darunter auch die sogenannten Emser Tönnchen.
Wasserkraftwerk Friedrichssegen
Das Kraftwerk wurde 1906-07 für den Betrieb der Grube Friedrichssegen erbaut. Die drei Drehstromgeneratoren von 1906 und die drei Kaplan-Turbinen von 1937 sind noch heute im Betrieb und erzeugen durchschnittlich pro Jahr 4,8 Millionen kWh. Die Anlage kann in den Sommermonaten besichtigt werden.

### Wanderwege

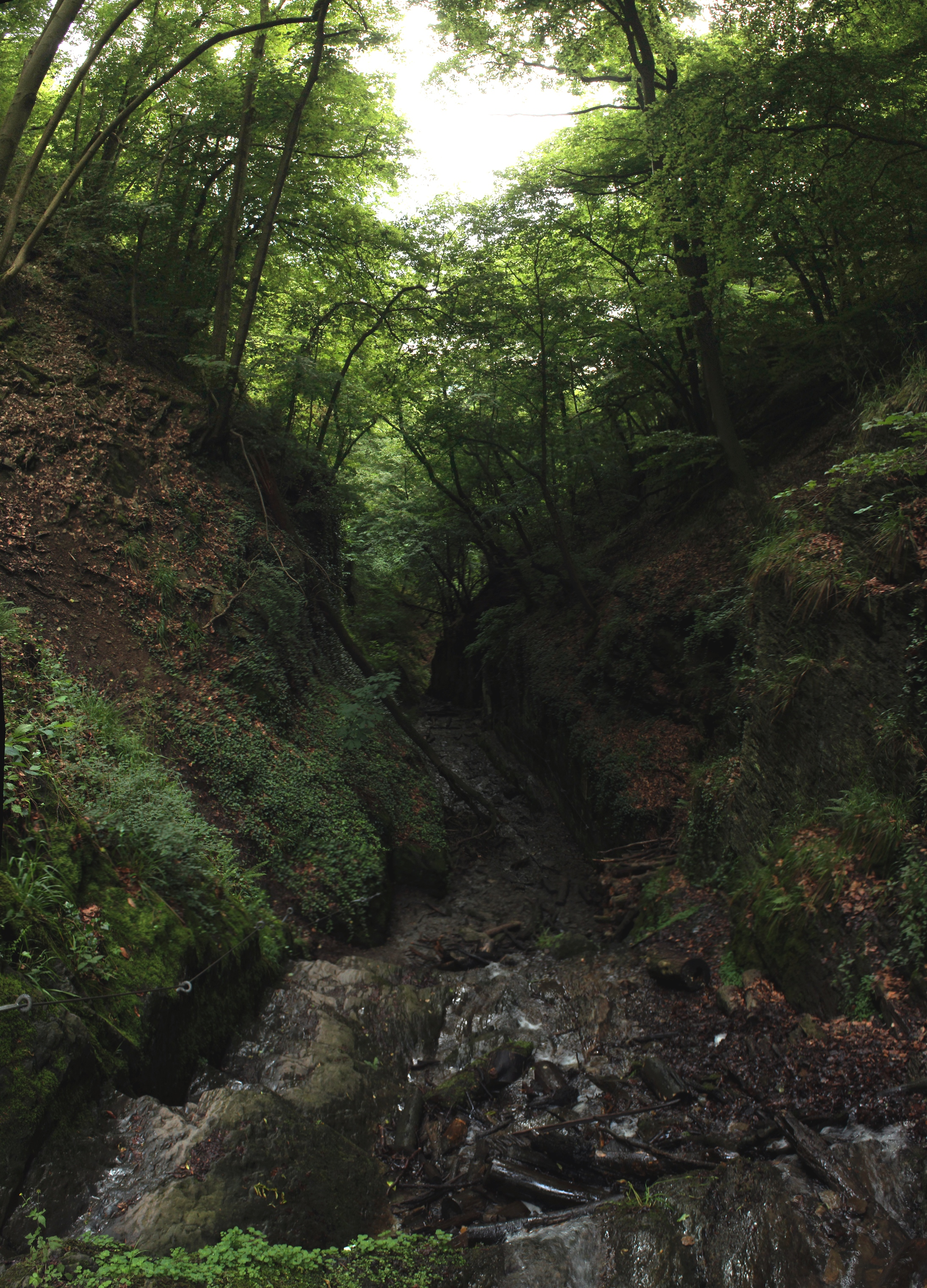
Ruppertsklamm

- Der Rheinsteig als Rheinhöhenwanderweg von Bonn nach Wiesbaden durchquert die Gemarkung von Lahnstein am Kurzentrum und durch die Ruppertsklamm. Oberlahnstein ist über den Burgenwanderweg über die Burg Lahneck mit dem Rheinsteig verbunden.
- Der Rheinhöhenweg führt über Burg Lahneck und über die Lahnbrücke zwischen Ober- und Niederlahnstein.
- Der Lahnhöhenweg endet auf der Burg Lahneck.
- Der Lahn-Camino, der Jakobsweg von Wetzlar nach Oberlahnstein, endet an der Hospitalkapelle; von dort geht es weiter in Richtung Kaub auf dem Rhein-Camino.
- Der Lahnwanderweg, 2010 vom Verband Deutscher Gebirgs- und Wandervereine mit dem Gütesiegel Qualitätsweg Wanderbares Deutschland ausgezeichnet, hat seinen Endpunkt in Lahnstein.

### Sport
Lahnstein besitzt eine Vielzahl von Vereinen, darunter den FSV Rot-Weiß Lahnstein oder die Turngemeinde 1878 e. V. Oberlahnstein mit 1.330 Mitgliedern, einem Turnerheim, zwei Vereinshallen und einem Vereinsraum. Der Volleyball-Club Lahnstein-Friedrichssegen e. V. ist der erfolgreichste und höchstklassig spielende Verein der Stadt. Er spielt mit seiner ersten Herrenmannschaft in der Regionalliga Südwest. Das Mixed-Team belegte 2008 den 8. Platz bei den deutschen Meisterschaften, des Weiteren veranstaltete der Verein die süddeutschen Meisterschaft 2006 sowie die deutschen Meisterschaft 2008 im Mixed-Volleyball. Die Rudergesellschaft Lahnstein 1922 e. V. ist der ortsansässige Ruderverein in Lahnstein, der auf nationaler Ebene zahlreiche Erfolge auf Kurzstreckenregatten vorweisen kann.
Rhein-Lahn-Stadion im Stadtteil Niederlahnstein
Kampfbahn Typ B mit Rasen-Großspielfeld, Kunststoff-Rundbahn und weiteren wettkampfgerechten Leichtathletikanlagen, Tennen-Großspielfeld, Rasen-Trainingsplatz.
Städtisches Freibad
An der Burg Lahneck.

### Kultur
- Junge Bühne Lahnstein (Kinder und Jugendtheater)
- Städtische Bühne Lahnstein
- Jugendkulturzentrum

Das Jugendkulturzentrum ist eine städtische Einrichtung, das sich als Einrichtung der Jugendkulturarbeit versteht und ein sozialräumlicher Bezugspunkte für junge Menschen sein möchte. Als Mitglied in der LAG Soziokultur & Kulturpädagogik ist das Jugendkulturzentrum rheinland-pfalz-weit vernetzt.
- Rhein in Flammen

Großfeuerwerke und Schiffskonvoi am zweiten Samstag im August entlang Spay, Braubach mit der Marksburg, Brey, Rhens, Koblenz-Stolzenfels mit Schloss Stolzenfels, Lahnstein mit der Burg Lahneck und der Mündung der Lahn zum Höhenfeuerwerk von der Festung Ehrenbreitstein in Koblenz.
- Lahneck Live

Kostenloses Kulturfest ehemals an der Lahnmündung (Niederlahnstein). Das Festival findet immer am letzten Wochenende im Mai (Freitag–Sonntag) in den Rheinanlagen im Stadtteil Oberlahnstein statt und ist mit dem Kultursommer Rheinland-Pfalz verknüpft.
- Burgfestspiele

Die Lahnsteiner Burgfestspiele sind die ältesten Freilichtspiele in Rheinland-Pfalz. Sie finden, nachdem zuvor Burg Lahneck und der Salhofplatz als Spielstätte dienten, seit 2017 im Sommer auf einer Freilichtbühne vor der Johanniskirche in Niederlahnstein statt.
- Lahnsteiner Bluesfestival

Jährlich im Herbst, seit 1981 als SWF-, von 1998 bis 2005 als SWR-Blues-Festival mit Ausnahme von 2001.

## Persönlichkeiten

### Ehrenbürger
- Rudi Geil (1937–2006), ehemaliger Innenminister in Rheinland-Pfalz und Mecklenburg-Vorpommern, verliehen im November 2005
- Fritz Michel (1877–1966), Arzt und Historiker, verliehen 1954 in Niederlahnstein und 1961 in Oberlahnstein,[22] 2020 symbolisch entzogen wegen seiner Haltung und Taten in der Zeit des Nationalsozialismus[23][24]
- Theodor Michel (1847–1932), Arzt und Kommunalpolitiker, verliehen 1927 in Niederlahnstein anlässlich seines 80. Geburtstages für seine langjährige Mitarbeit in den städtischen Gremien; die ursprünglich seinem Sohn Fritz Michel gewidmete Dr.-Michel-Straße in Niederlahnstein wurde 2020 auf ihn umgewidmet[24]
- Walter Weber (1886–1966), Bürgermeister von Oberlahnstein (1920–1934) sowie Landrat des Main-Taunus-Kreises (1945–1946), 1962 zum Ehrenbürger von Lahnstein ernannt[25], 1963 wurde nach ihm in Oberlahnstein die Dr.-Weber-Straße benannt

### Söhne und Töchter der Stadt
- Franz Emmerich Kaspar Waldbott von Bassenheim (1626–1683), römisch-katholischer Bischof von Worms
- Nikolaus Weinbach († 1658), geb. in Oberlahnstein, 1633–1642 Abt im Kloster Eberbach
- Franz Anton Douqué (1768–1851), geb. in Niederlahnstein, Politiker
- Wilhelm Schnaß (1775–1864), geb. in Oberlahnstein, Schultheiß und Landtagsabgeordneter
- Daniel Douqué (1806–1891), geb. in Niederlahnstein, Politiker
- Wilhelm Lanz (1829–1882), geb. in Oberlahnstein, von 1868 bis 1882 Erster Bürgermeister von Wiesbaden
- Christian Sebastian Schmidt (1851–1921), geb. in Niederlahnstein, Unternehmer und Politiker
- Hugo Rheinhold (1853–1900), geb. in Oberlahnstein, deutscher Bildhauer
- Otto Rheinhold (1855–1937), geb. in Oberlahnstein, Fabrikant, Stifter und Mäzen
- Otto Mandt (1858–1919), geb. in Oberlahnstein, Konteradmiral und Geheimer Regierungsrat
- Hermann Geil (1858–1935), geb. in Oberlahnstein, Unternehmer und Abgeordneter des Preußischen Abgeordnetenhauses
- Anton Dahlem (1859–1935), geb. in Niederlahnstein, Mitglied des Deutschen Reichstags
- Andreas Bernhard Söhngen (1864–1920), geb. in Oberlahnstein, Maler und Zeichner
- Otto Stadelmann (1874–1952), geb. in Oberlahnstein, Jurist
- Fritz Michel (1877–1966), geb. in Niederlahnstein, Arzt, Politiker, Historiker und Kunsthistoriker
- Felix Meineke (1877–1955), geb. in Oberlahnstein, Eisenbahningenieur
- Paul Kirchberger (1878–1945), geb. in Niederlahnstein, Mathematiker und theoretischer Physiker
- Walter Lessing (1881–1967), geb. in Oberlahnstein, Kommunalpolitiker
- Walther Karl Zülch (1883–1966), geb. in Oberlahnstein, Kunsthistoriker
- Ernst Biesten (1884–1953), geb. in Niederlahnstein, Jurist
- Hermann Beckby (1890–1980), geb. in Oberlahnstein, Philologe und Heimatforscher
- Hans Bohn (1891–1980), geb. in Oberlahnstein, Grafiker
- Grit Hegesa (1891–1972), geb. in Niederlahnstein, Tänzerin und Schauspielerin
- Julius Liebrecht (1891–1974), geb. in Oberlahnstein, Unternehmer bei Boehringer Ingelheim
- Wilhelm Christian Crecelius (1898–1979), geb. in Niederlahnstein, Mediziner
- Franz Josef Geil (1907–1948), geb. in Oberlahnstein, Politiker (CDU), MdL, Bürgermeister von Lahnstein
- Carl Vath (1909–1974), geb. in Niederlahnstein, Kaufmann und römisch-katholischer Prälat sowie Präsident Caritas Internationalis
- Hanns Maria Braun (1910–1979), geb. in Niederlahnstein, Schriftsteller
- Bernhard Plettner (1914–1997), geb. in Oberlahnstein, Ingenieur, Vorstandsvorsitzender der Siemens AG
- Herbert Walther (1922–2003), geb. in Oberlahnstein, Sachbuchautor, Maler und Grafiker
- Heinrich Fisch (1925–2008), geb. in Oberlahnstein, Pädagoge und Sozialwissenschaftler
- Clemens Lessing (1925–2006), geb. in Oberlahnstein, Bundesvorsitzender der Deutschen Vereinigung für Politische Bildung
- Maria Hugonis Schäfer (1930–2014), geb. in Niederlahnstein, Ordensschwester und Erzieherin
- Walter Benz (1931–2017), Mathematiker
- Willibald Hilf (1931–2004), geb. in Niederlahnstein, Politiker (CDU), MdL, Intendant des Südwestfunks
- Peter Huttenlocher (1931–2013), geb. in Oberlahnstein, Neuropädiater und Neurowissenschaftler
- Rudi Geil (1937–2006), geb. in Oberlahnstein, Politiker (CDU), MdL
- Heribert Meffert (* 1937), geb. in Oberlahnstein, Professor für Betriebswirtschaft
- Gottfried Pott (1939–2024), geb. in Oberlahnstein, Professor für Kalligrafie
- Peter Lauch, Schlagersänger
- Axel Heibel (* 1943), geb. in Oberlahnstein, Objektkünstler
- Gunter Runkel (1946–2020), geb. in Oberlahnstein, Soziologe und Sexualwissenschaftler
- Willi Löhr (* 1947), geb. in Niederlahnstein, Fußballspieler
- Jürgen Wöhler (* 1950), geb. in Oberlahnstein, Jurist
- Dieter Portugall (* 1952), Künstler
- Edgar Ernst (* 1952), geb. in Oberlahnstein, Mathematiker und Manager
- Margot Nienkämper (* 1953), Politikerin (CDU)
- Gabriele Leupold (* 1954), geb. in Niederlahnstein, Übersetzerin
- Nikolaus Heidelbach (* 1955), Grafiker, Bilderbuchillustrator und -autor
- Dagmar Leupold (* 1955), geb. in Niederlahnstein, Schriftstellerin
- Eduard Zwierlein (* 1957), Philosoph und Professor für Philosophie der Universität Koblenz-Landau
- Thorsten Becker (* 1958), geb. in Oberlahnstein, Schriftsteller
- Michael Born (1958–2019), Fernsehjournalist und „Kujau des Fernsehens“
- Manuela Grochowiak-Schmieding (* 1959) geb. in Niederlahnstein, Politikerin, Mitglied des Landtags von Nordrhein-Westfalen
- Michael Hohl (* 1959), Politiker (CSU), Oberbürgermeister der Stadt Bayreuth (2006–12)
- Karl Ulrich Bartz-Schmidt (* 1960), Facharzt für Augenheilkunde
- Markus Zimmermann-Acklin (* 1962), geb. in Niederlahnstein, Theologe
- Roger Lewentz (* 1963), geb. in Oberlahnstein, Politiker (SPD)
- Axel Wilke (* 1963), Politiker (CDU), MdL
- Carsten K. Rath (* 1966), geb. in Oberlahnstein, Unternehmer, Autor
- Ralf Becker (* 1975), Professor für Philosophie an der Universität Koblenz-Landau
- Julia Wiedwald (* 1975), Filmeditorin
- Daniel Bahr (* 1976), Politiker (FDP)
- Timo Scheider (* 1978), Automobilrennfahrer
- Stefanie Löhr (* 1979), Fußballspielerin
- Stefan Feth (* 1980), Tischtennisspieler
- Christian Thein (* 1980), Philosoph
- Markus Fachbach (* 1982), Triathlet
- Annika Olbrich (* 1985), Schauspielerin
- Georg Pelzer (* 1985), Drehbuchautor, Filmregisseur, -produzent
- Philipp Langen (* 1986), Fußballspieler
- Oliver Laux (* 1990), Fußballspieler
- Anni Heiligendorff (* 1990), Schauspielerin
- Carl Bruchhäuser (* 1991), Schauspieler
- Marius Goldhorn (* 1991), Schriftsteller
- Clara Louise, geb. Clara Güll (* 1992), Singer-Songwriterin

### Mit der Stadt verbundene Personen
- Anton Abt (1841–1895), Theologe und Schriftsteller, gründete 1873 in Oberlahnstein die Höhere Bürgerschule, aus der das Gymnasium hervorging
- Nikolai von Astudin (1847–1925), russischer Landschaftsmaler, wohnte und verstarb in den 1920er Jahren in Oberlahnstein.
- Caspar Weis (1849–1930), deutscher Künstler und Bildhauer. Arbeitete und verstarb in Lahnstein.
- Robert Bodewig (1857–1923), Geschichtslehrer in Lahnstein, Heimatforscher, archäologischer Autodidakt
- Max Otto Bruker (1909–2001), Arzt und Buchautor, 1977–1991 Leiter der Klinik Lahnhöhe. Seit 1994 gibt es das Bruker-Haus in Lahnstein.
- Albrecht Claus (1896–1963/65), Bürgermeister von Oberlahnstein (1949–1961)
- Idilia Dubb, englische Touristin, soll im Jahre 1851 auf dem Bergfried der Burg Lahneck verhungert sein.
- Ernst Fuhrmann (1886–1956), Schriftsteller, gründete 1928 in Haus Jungfried den Folkwang-Auriga Verlag[26]
- Klaus Greef (* 1930), von 1972 bis 1982 katholischer Pfarrer in Lahnstein, Stadtdekan und Bezirksdekan des Bezirks Rhein-Lahn
- Johann Philipp Holzmann (1805–1870), Bauunternehmer und Gründungsvater der Philipp Holzmann AG, baute 1860 den Hafen in Oberlahnstein
- Joe Juhnke (1925–2016), Schriftsteller und Gastronom
- Richard Ott (1928–2008), Ordenspriester, Philologe und Lehrer am Johannes-Gymnasium
- Aen Sauerborn (1933–2020), Malerin, Bildhauerin und Objektkünstlerin
- Rudolf Scharping (* 1947 in Niederelbert, Westerwald) zeitweise wohnhaft in Lahnstein und Mitglied des Stadtrates, von 1991 bis 1994 Ministerpräsident des Landes Rheinland-Pfalz und von 1998 bis 2002 Bundesminister der Verteidigung
- Manfred Schneider (1953–2008), Komponist, Arrangeur und Dirigent, lebte in Lahnstein
- Anton Schütz (1861–1919), Politiker, ehemaliger Bürgermeister von Oberlahnstein
- Hubertus Seibert (* 1954 in Koblenz), Historiker für mittelalterliche Geschichte an der Ludwig-Maximilians-Universität München, Autor und Herausgeber der Lahnsteiner Stadtchronik
- Martin Weber (1890–1941), Architekt, Erbauer der Pfarrkirche St. Barbara in Niederlahnstein
- Walter Weber (1886–1966), Bürgermeister von Oberlahnstein (1920–1933) sowie Landrat des Main-Taunus-Kreises (1945–1946)
- Klaus Weinand (* 14. Dezember 1940 in Koblenz), in den 1960er und Anfang der 1970er Jahre deutscher Basketballnationalspieler, Augenarzt in Lahnstein
- Georg Zülch (1851–1890), Heimatforscher, Gründer des Lahnsteiner Altertumsvereins